# Trichomanes caliginum
Trichomanes caliginum är en hinnbräkenväxtart som beskrevs av D.B.Lellinger. Trichomanes caliginum ingår i släktet Trichomanes och familjen Hymenophyllaceae. Inga underarter finns listade.